# Delodusa
Delodusa is een geslacht van rechtvleugeligen uit de familie sabelsprinkhanen (Tettigoniidae). De wetenschappelijke naam van dit geslacht is voor het eerst geldig gepubliceerd in 1994 door Stolyarov.

## Soorten
Het geslacht Delodusa  is monotypisch en omvat slechts de volgende soort:
- Delodusa humeralis (Uvarov, 1930)